# Stół konferencyjny na Kremlu

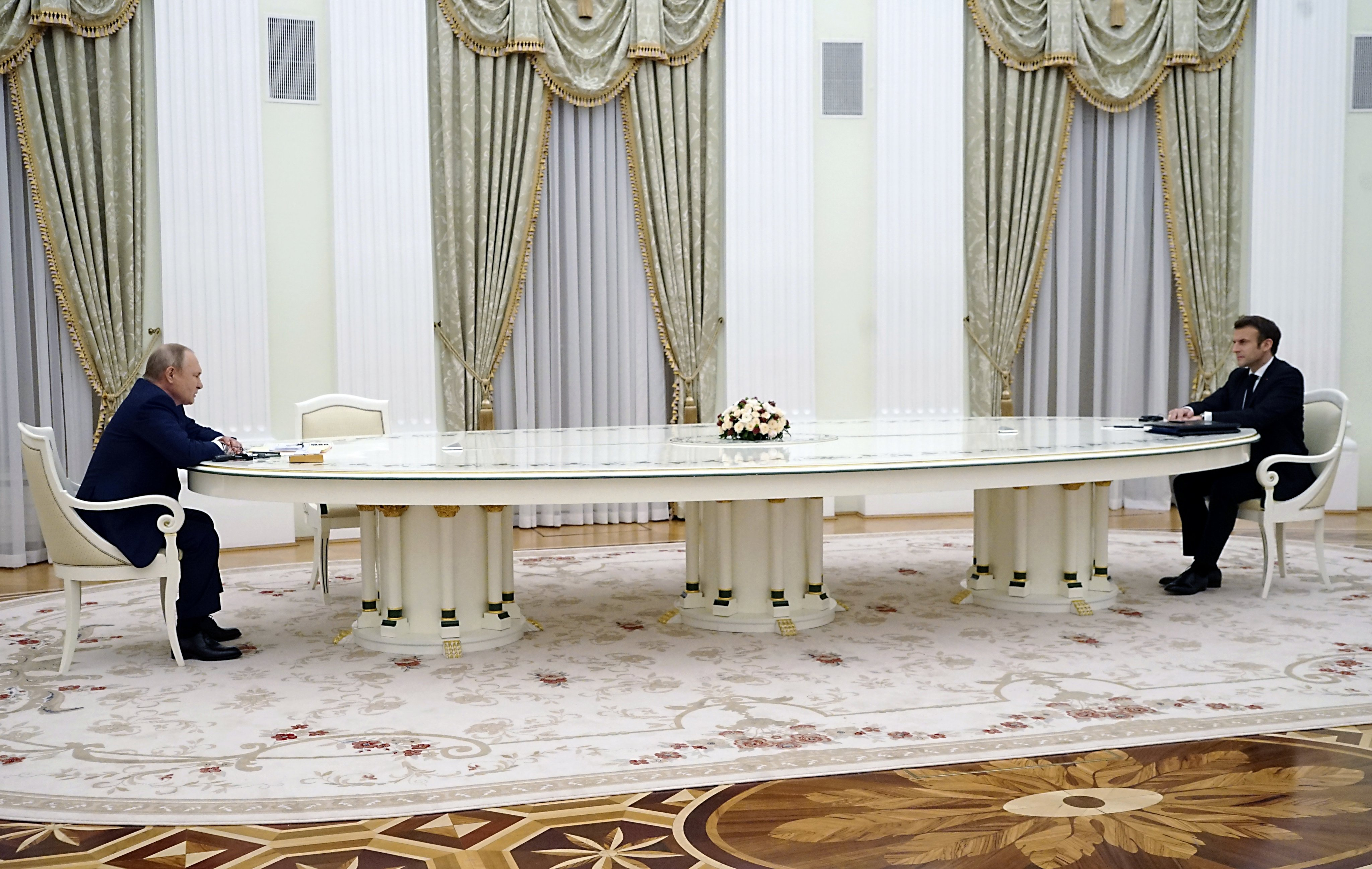
Prezydent Rosji Putin i prezydent Francji Emmanuel Macron (2022)

Stół konferencyjny na Kremlu – owalny bukowy stół z białym blatem, który pojawił się na Kremlu moskiewskim pod koniec lat 90. XX wieku podczas prezydentury Borysa Jelcyna. Mebel ma 6 metrów długości oraz został wykonany z jednej beli drewna bukowego. Jest wsparty na trzech wydrążonych drewnianych podstawkach. Blat polakierowano na biało, a boczne krawędzie zostały pozłocone.

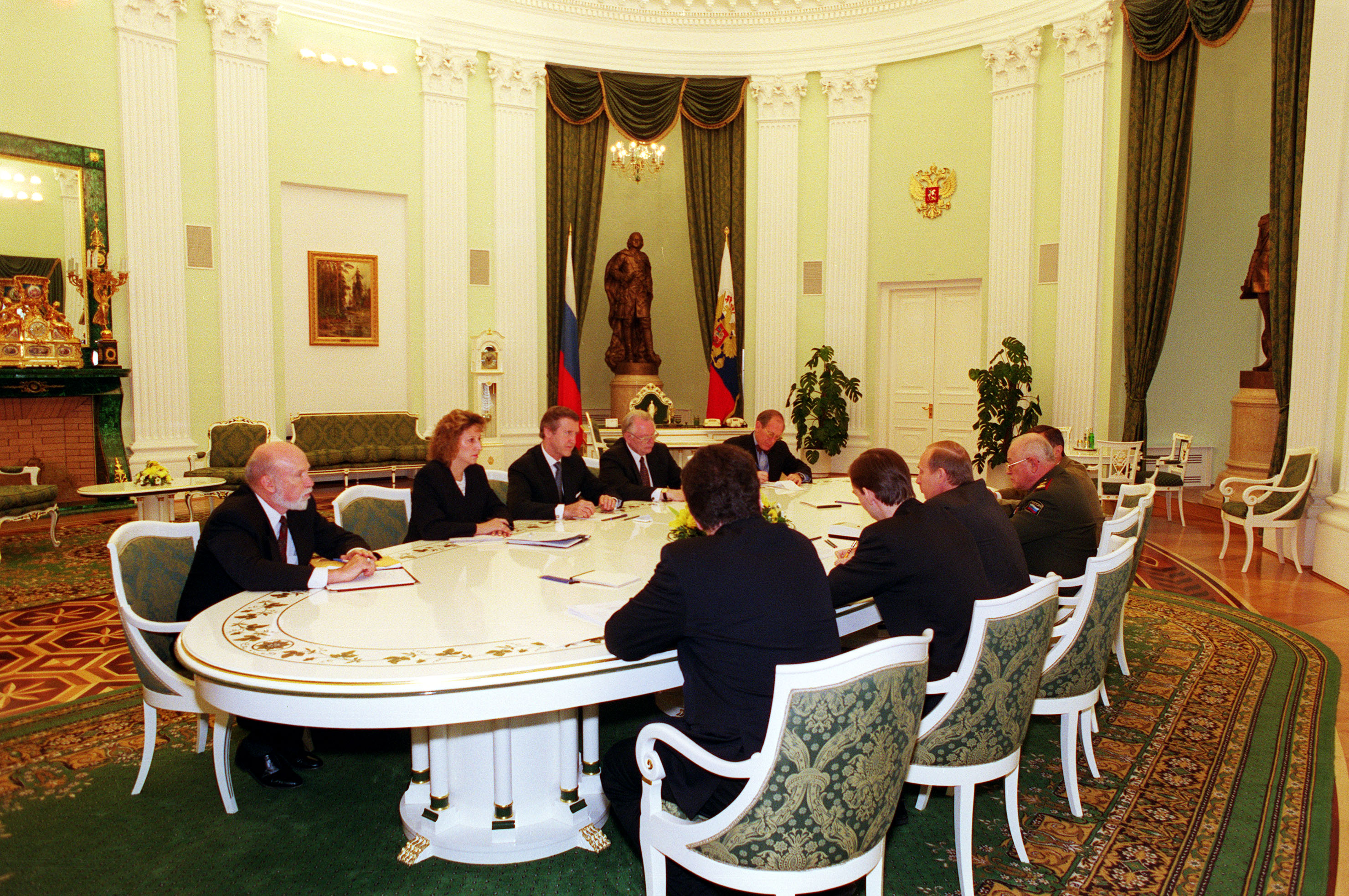
Spotkanie sekretarza obrony William S. Cohena i ambasadora USA w Rosji Jamesa F. Collinsa z Putinem i ministrem obrony Rosji Igorem Dmitrijewiczem Siergiejewem przy białym owalnym stole (2000)

OAK Furniture, firma z Cantù we Włoszech, twierdzi, że wykonała ten stół w ramach umowy na wyposażenie Kremla w meble w latach 1995–1997. Firma ta zamieściła zdjęcie stołu w katalogu wydanym w 1999 r. Jednakże hiszpański emerytowany stolarz twierdzi, że to on wykonał stół około 2005 r.
W 2022 r. prezydent Rosji Władimir Putin używał tego stołu podczas spotkań z innymi przywódcami, m.in. Emmanuelem Macronem, Olafem Scholzem i António Guterresem. Putin został sfotografowany jako siedzący na jednym końcu bardzo długiego białego stołu konferencyjnego, a pozostali uczestnicy spotkania siedzieli daleko na jego drugim końcu. Putin został również sfotografowany podczas podobnie zdystansowanych spotkań z własnymi urzędnikami przy innych długich stołach. Stół stał się przedmiotem licznych memów internetowych.
Spekulowano, że Putin wybiera długi stół, aby onieśmielić rozmówców i aby podkreślić swoją władzę lub z obawy przed zakażeniem się COVID-19. W tym samym okresie Putin został sfotografowany na spotkaniach w bliskiej odległości z chińskim przywódcą Xi Jinpingiem i białoruskim prezydentem Aleksandrem Łukaszenką.